# Pčinja
Pčinja (makedonska: Пчиња) är ett vattendrag i Nordmakedonien. Det ligger i den centrala delen av landet, 28 kilometer sydost om huvudstaden Skopje.
Trakten runt Pčinja består i huvudsak av gräsmarker. Runt Pčinja är det ganska tätbefolkat, med 116 invånare per kvadratkilometer.